# Joué-en-Charnie
 Joué-en-Charnie  es una población y comuna francesa, situada en la región de Países del Loira, departamento de Sarthe, en el distrito de La Flèche y cantón de Loué.

## Demografía
| 676 | 611 | 531 | 482 | 464 | 518 |
| Para los censos de 1962 a 1999 la población legal corresponde a la población sin duplicidades (Fuente: INSEE [Consultar]) |     |     |     |     |     |